# Guéhenno
Guéhenno (in bretone: Gwezhennoù) è un comune francese di 822 abitanti situato nel dipartimento del Morbihan nella regione della Bretagna.

## Società

### Evoluzione demografica
Abitanti censiti